# Obrussa ochrefasciella
Obrussa ochrefasciella är en fjärilsart som beskrevs av Victor Toucey Chambers 1873. Obrussa ochrefasciella ingår i släktet Obrussa och familjen dvärgmalar. Inga underarter finns listade i Catalogue of Life.